# Нескучный сад (группа)
«Неску́чный сад» — музыкальный коллектив, существовавший в СССР, а затем в России в 1990-х годах.
Группу основал композитор Сергей Березин в 1989 году. Солистом стал Борис Осокин. Довольно быстро коллектив набрал популярность благодаря хитам «Бабки-бабульки», «Снежный король», «Перееду в город», «Люся» и другим.
Первая пластинка-гигант под названием «Атаман» вышла на фирме «Мелодия» в 1990 году. Диск содержал песни, тексты к которым написали такие мастера как Лариса Рубальская, Михаил Танич, Александр Костерев, Михаил Рябинин, Борис Шифрин.
В 1991 году группа участвует в таких телепередачах, как «Музыкальные горошины» и «Шире круг». В том же году «Нескучный сад» принимает участие в «Песне года» с песней «Давайте, Люся, потанцуем».
К концу 1992 года в коллективе появляется второй солист — Сергей Избаш.
В 1993 году выходит второй альбом, «Трактир на Пятницкой» (фирма «Русский диск»).
Третий и последний альбом «Нескучного сада» появился в 1994 году и носил название «Вика-Виктория» (студия «Союз»).
В конце 1990-х годов коллектив, который уже к тому времени практически прекратил своё существование, выпускает сборник лучших песен «Давайте, Люся, потанцуем…».